# 黒沢俊夫
黒沢 俊夫（くろさわ としお、旧字体：黑澤 俊夫、1914年〈大正3年〉6月10日 - 1947年〈昭和22年〉6月23日）は、大阪府出身のプロ野球選手（外野手）。

## 来歴・人物
大阪府立八尾中学校時代は甲子園大会に春夏合わせて5回出場。関西大学へ進学すると、四番打者を務めるなど主砲として投手の西村幸生とともに関大の黄金時代の立役者となった。1933年に関大がハワイへ遠征した際には外野手としてメンバーに名を連ねている。
1936年名古屋金鯱軍の結成に伴って入団し、春季大会より外野手のレギュラーとなる。1937年は春季.295（リーグ3位）秋季.279（リーグ12位）の打率を残す一方で、年間で32盗塁を記録するなど、走攻守に活躍した。同年オフに応召のために退団し、1940年に兵役を終えて金鯱に復帰する。1941年に金鯱が翼軍と合併したため、合併球団の大洋軍へ移籍する。その後、同年オフに再び応召があり球界を離れるが、1年で兵役を終え1943年大洋軍から改名した西鉄軍に復帰する。同年は.190の低打率ながらリーグ3位の32打点を記録した。
1944年に戦争による資金難や徴兵による選手不足のため西鉄軍が解散したことから、供出選手として近藤貞雄らとともに東京巨人軍へ移籍。この年は一番打者を務めて打率.348（リーグ2位）17打点（リーグ5位）と何れもチームトップの成績を残し、主力選手が応召により払底していた中で中軸打者としてチームを支えた。俊足で、NPB歴代2位となる通算10個のホームスチールを成功させたが（1位は与那嶺要の11個）、この年の5月20日の対近畿日本戦（西宮球場）では1試合2本盗を達成している（NPBタイ記録）。戦後は巨人に復帰し、1946年は川上哲治の復帰までは四番を、復帰後は千葉・川上に続いて五番を打つなど、クリーンナップに入ってチームで唯一の三割打者となる打率.308（リーグ8位）に、川上に次ぐ60打点を記録した。この年の東西対抗戦に東軍側で出場し、11月16日の第五戦では2点ビハインドの延長12回裏に無死満塁のチャンスで走者一掃のサヨナラ三塁打を放っている。
1947年のシーズン中に腸チフスを発病し、6月に東大病院に入院するが、6月23日に33歳の若さで急死。責任感の強い黒沢は、体調が優れないことを監督の三原脩に隠して試合に出場し続けたが、これが結果的に命取りになったとも言われている。現役選手のまま病死するという異例の事態に球団は球団葬を行った。黒沢の着けていた背番号4は巨人の永久欠番となった。黒沢の欠番については、ほとんどの主力選手を徴兵された戦時下の巨人に球団史上初のトレードで移籍後、四番を打ち、戦後も病に倒れるまで五番・六番打者として活躍した本人への感謝の意として、千葉茂を中心とする選手有志が提案し、沢村栄治と共に欠番になった。黒沢の遺言「自分が死んだら、巨人軍のユニフォームのまま葬って欲しい」が汲まれて、遺体はユニフォーム姿で棺に納められた。
2006年東京ドームに永久欠番のプレートが掲示された時、事前に黒沢の親類縁者を捜索したが見つからず、関係者不在のままでのセレモニーとなった。2007年には期間限定で、現在のホームユニフォームをアレンジした形で、ユニフォームが巨人の公式ホームページの通販コーナーで予約発売された。

## 選手としての特徴
巨人時代は長打力は落ちていたが、左右に打ち分ける円熟した打撃を身につけており、チャンスにもめっぽう強かった。巨人の永久欠番指定選手で唯一、野球殿堂入りを果たしていない。

## 詳細情報

### 年度別打撃成績
| 年 度     | 球 団         | 試 合 | 打 席 | 打 数 | 得 点 | 安 打 | 二 塁 打 | 三 塁 打 | 本 塁 打 | 塁 打 | 打 点 | 盗 塁 | 盗 塁 死 | 犠 打 | 犠 飛 | 四 球 | 敬 遠 | 死 球 | 三 振 | 併 殺 打 | 打 率 | 出 塁 率 | 長 打 率 | O P S |
| --------- | ------------- | ----- | ----- | ----- | ----- | ----- | -------- | -------- | -------- | ----- | ----- | ----- | -------- | ----- | ----- | ----- | ----- | ----- | ----- | -------- | ----- | -------- | -------- | ----- |
| 1936春夏  | 金鯱          | 12    | 57    | 48    | 8     | 15    | 3        | 0        | 0        | 18    | 5     | 3     | --       | 0     | --    | 9     | --    | 0     | 3     | --       | .313  | .421     | .375     | .796  |
| 1936秋    | 金鯱          | 25    | 109   | 89    | 11    | 22    | 3        | 0        | 0        | 25    | 7     | 4     | --       | 0     | --    | 20    | --    | 0     | 14    | --       | .247  | .385     | .281     | .666  |
| 1937春    | 金鯱          | 56    | 251   | 200   | 34    | 59    | 7        | 2        | 1        | 73    | 16    | 17    | --       | 0     | --    | 51    | --    | 0     | 15    | --       | .295  | .438     | .365     | .803  |
| 1937秋    | 金鯱          | 48    | 202   | 165   | 25    | 46    | 10       | 5        | 2        | 72    | 26    | 15    | --       | 3     | --    | 31    | --    | 3     | 12    | --       | .279  | .402     | .436     | .838  |
| 1940      | 金鯱          | 53    | 220   | 191   | 19    | 43    | 6        | 0        | 1        | 52    | 28    | 2     | --       | 0     | 2     | 27    | --    | 0     | 13    | --       | .225  | .321     | .272     | .593  |
| 1941      | 大洋軍 西鉄軍 | 40    | 166   | 147   | 8     | 29    | 2        | 1        | 0        | 33    | 5     | 3     | --       | 2     | --    | 17    | --    | 0     | 12    | --       | .197  | .280     | .224     | .505  |
| 1943      | 大洋軍 西鉄軍 | 84    | 354   | 306   | 25    | 58    | 8        | 3        | 0        | 72    | 32    | 4     | 3        | 6     | --    | 42    | --    | 0     | 20    | --       | .190  | .287     | .235     | .523  |
| 1944      | 巨人          | 35    | 161   | 135   | 23    | 47    | 6        | 4        | 0        | 61    | 17    | 14    | 6        | 2     | --    | 24    | --    | 0     | 7     | --       | .348  | .447     | .452     | .898  |
| 1946      | 巨人          | 105   | 467   | 393   | 61    | 121   | 8        | 8        | 3        | 154   | 60    | 18    | 2        | 4     | --    | 69    | --    | 1     | 31    | --       | .308  | .413     | .392     | .804  |
| 1947      | 巨人          | 26    | 106   | 95    | 2     | 19    | 3        | 0        | 0        | 22    | 5     | 0     | 2        | 0     | --    | 11    | --    | 0     | 8     | --       | .200  | .283     | .232     | .515  |
| 通算：8年 | 通算：8年     | 484   | 2093  | 1769  | 216   | 459   | 56       | 23       | 7        | 582   | 201   | 80    | 13       | 17    | 2     | 301   | --    | 4     | 135   | --       | .259  | .368     | .329     | .697  |

- 各年度の太字はリーグ最高
- 大洋（大洋軍）は、1943年に西鉄（西鉄軍）に球団名を変更

### タイトル
- 最高出塁率（当時連盟表彰なし）：1回（1944年）

### 記録
- 1試合2本盗 ※山崎善平、与那嶺要と並びプロ野球記録

### 背番号
- 4 （1936年 - 1937年、1946年 - 1947年）（永久欠番）
- 3 （1941年、1943年）

注:昭和19年のシーズンは全6チームが背番号廃止